# To sange fra havet
To sange fra havet for baryton (eller mezzo-sopran) is een compositie van Agathe Backer-Grøndahl. De twee liederen werden samen met Tre sange i moll opus 49 in één bundel uitgegeven door Brødrene Hals Muziekuitgeverij (nrs. (971/972) op 22 december 1899. De bundel is opgedragen aan zangeres Ida Basilier-Magelssen.
De twee liederen:
- Vaggsång för havet op tekst van Zacharias Topelius in allegretto in F majeur en 3/2-maatsoort
- Underdönning op tekst van Rosenkrantz Johnsen in lento in Bes majeur in 6/4-maatsoort

Uitvoeringen van de liederen zijn niet bekend.